# Ariel Sujarchuk
Ariel Bernardo Sujarchuk (Flores, Buenos Aires, 14 de mayo de 1972) es un político argentino, actual intendente del partido de Escobar, cargo que ocupa desde el 10 de diciembre de 2015. Ha sido reelecto en 2019 y 2023, convirtiéndose en el primer intendente en la historia del partido de Belén de Escobar en ser reelegido en dos ocasiones. Además, ha desempeñado funciones en el gobierno nacional, destacándose como presidente del Ente Nacional de Control y Gestión de la Vía Navegable y como secretario de Economía del Conocimiento.

## Biografía
Nació en el barrio porteño de Flores en 1972, en una familia de clase media trabajadora. Se formó como periodista en la Universidad de Buenos Aires (UBA) y obtuvo el título de abogado en la Universidad Nacional de Lomas de Zamora. Complementó su formación con estudios de posgrado en la UBA, la Universidad de San Andrés y la Universidad Hebrea de Jerusalén.
En 1996 fundó la consultora Choice, especializada en comunicación institucional. Ejerció la docencia en instituciones como en la Universidad de Buenos Aires, la Universidad Austral y la Universidad de Palermo. En el ámbito público, ocupó diversos cargos relacionados con la comunicación y el desarrollo social, incluyendo roles en el Colegio Público de Abogados de la Capital Federal, Autopistas Urbanas (AUSA), la Facultad de Derecho de la UBA y el Ministerio de Desarrollo Social de la nación.

## Carrera política
En 2015 fue electo intendente del partido de Escobar por el Frente para la Victoria, asumiendo el cargo el 10 de diciembre de ese año. En 2019 fue reelecto por el Frente de Todos y en 2023 obtuvo un tercer mandato consecutivo por Unión por la Patria, con el 52,37% de los votos, convirtiéndose en el primer intendente en la historia del distrito en lograr tres mandatos consecutivos.
A nivel nacional, en diciembre de 2021 fue designado por el presidente Alberto Fernández como presidente del Ente Nacional de Control y Gestión de la Vía Navegable, organismo encargado de la administración de la hidrovía Paraná–Paraguay. En agosto de 2022 asumió como secretario de Economía del Conocimiento en el Ministerio de Economía de la Nación, cargo que ocupó hasta abril de 2023, cuando renunció para volver a la intendencia del partido de Escobar.

## Vida personal
Está casado con Macarena Lemos, exmodelo y martillera pública, con quien contrajo matrimonio civil el 16 de abril de 2025. La pareja tiene tres hijos.